# Kingswood (Cheshire West and Chester)
Kingswood var en civil parish från 1866 till 1936 då den blev en del av Manley, Norley och Kingsley, i grevskapet Cheshire, i England. Civil parish var belägen 15 km från Chester och hade 557 invånare år 1931.